# Psychotria faguetii
Psychotria faguetii là một loài thực vật có hoa trong họ Thiến thảo. Loài này được (Baill.) Schltr. miêu tả khoa học đầu tiên năm 1906.